# Балюки

Балюки (укр. Балюки) — село,
Акимовский сельский совет,
Великобагачанский район,
Полтавская область,
Украина.
Код КОАТУУ — 5320280302. Население по переписи 2001 года составляло 453 человека.

## Географическое положение
Село Балюки находится на расстоянии в 0,5 км от села Акимово.
По селу протекает пересыхающий ручей с запрудой.